# Chondrotropis pictus
Chondrotropis pictus är en mångfotingart som beskrevs av Loomis 1936. Chondrotropis pictus ingår i släktet Chondrotropis och familjen Chelodesmidae. Inga underarter finns listade i Catalogue of Life.